# Ваша знайома
«Ваша знайома» (інші назви: «Журналістка», «Справжня людина») — радянська німа чорно-біла кінодрама 1927 року режисера Льва Кулєшова. Прем'єра фільму відбулася 25 жовтня 1927 року. Збереглася лише друга частина фільму (17 хвилин 34 секунди). Учасник ретроспективного показу на 57-му Берлінському міжнародному кінофестивалі.

## Сюжет
Москва, НЕП. У журналістки Хохлової роман з працівником промислового комбінату Петровським. Чоловік одружений, а у закоханої в нього дівчини проблеми на роботі. Хохлова близька до самогубства, але закоханий в неї редактор Васильчиков намагається запобігти трагічній розв'язці.

## У ролях
- Олександра Хохлова —  Хохлова
- Петро Галаджев —  секретар
- Юрій Васильчиков —  Васильчиков
- Борис Фердінандов —  Петровський
- Анна Чекулаєва —  дружина Петровського
- Олександр Громов —  друкар

## Знімальна група
- Режисер-постановник: Лев Кулєшов
- Автор сценарію: Олександр Курс
- Оператор-постановник: Костянтин Кузнецов
- Художники: Василь Рахальс, Олександр Родченко
- Монтаж: Лев Кулєшов